# トリブバンナガル
トリブバンナガル（ネパール語: त्रिभुवननगर, Tribhuvannagar）は、ネパールのルンビニ州のダーン・デウクリ郡の郡都。地方自治体としての正式名称はゴラヒ準大都市（घोराही उपमहानगरपालिका, Ghorahi Submetropolitan City）。面積は522平方キロメートル、 2021年国勢調査の人口は20万1079人。

## 歴史
1979年、トリブバン・ビール・ビクラム・シャハ国王の名に因んで建設された。
2008年、王政廃止によりゴラヒの名となったが、現在もトリブバンナガルの名でも呼ばれている。